# Грёэ, Герман
Герман Грёэ (нем. Hermann Gröhe; род. 25 февраля 1961, Удем) — немецкий политик, генеральный секретарь ХДС (2009—2013), министр здравоохранения (2013—2018).

## Биография
В 1977 году вступил в ХДС, с 1989 по 1994 год возглавлял Молодёжный союз Германии. В 1993 году окончил Кёльнский университет, где изучал право.
В 1994, 1998 и 2002 годах избирался в Бундестаг по спискам ХДС, с 2001 по 2009 год возглавлял отделение ХДС в районе Рейн-Нойс. В 2009 году переизбран в Бундестаг от 108-го одномандатного избирательного округа Нойс I в Северном Рейне-Вестфалии, получив 47,8 % голосов «первого предпочтения», а в 2013 году улучшил этот показатель до 51,6 %.
24 октября 2009 года, одновременно с формированием второго правительства Меркель в формате «чёрно-жёлтой» коалиции ХДС/ХСС и СвДП, Грёэ занял должность генерального секретаря ХДС.
17 декабря 2013 года при формировании третьего правительства Меркель получил портфель министра здравоохранения и сохранял его до прекращения полномочий кабинета 14 марта 2018 года.